# Jamaikanische Fußballnationalmannschaft (U-23-Männer)
Die jamaikanische U-23-Fußballnationalmannschaft ist eine Auswahlmannschaft jamaikanischer Fußballspieler, die der Jamaica Football Federation. Sie repräsentiert den Verband bei internationalen Freundschaftsspielen und nahm von 1992 bis 2020 an der Olympia-Qualifikation des CONCACAF teil.

## Geschichte
Erstmals nahm die Mannschaft im Jahr 1992 an dem Vorturnier zur Olympia-Qualifikation teil, hier schlug man in der regionalen Vorrunde die Mannschaft von Puerto Rico nach Hin- und Rückspiel mit 5:0. In der zweiten Runde hatte man dann Trinidad und Tobago als Gegner, welche erst im Hinspiel mit 1:0 gewannen und im Rückspiel schließlich von Jamaika mit 1:0 geschlagen wurden. So wurde ein drittes Entscheidungsspiel nötig, welches auch nach Verlängerung noch mit einem 1:1 endete. Anschließend daran wurde so ein Elfmeterschießen nötig, welches Jamaika schließlich mit 2:5 verlor.
Über die Vorqualifikationsrunde ist nichts bekannt, so konnte sich das Team jedoch als Erstrundengewinner einen Platz unter den karibischen Vertretern bei der Endrunde sichern. Die finale Qualifikation wurde dann schließlich in einer Tabelle mit allen Mannschaften ausgetragen, auf der die Mannschaft am Ende mit sechs gesammelten Punkten auf dem vierten Platz landete.
In der Vorqualifikation für das Turnier im 2000 stieg die Mannschaft zur zweiten Runde  ein und schlug hier mit 4:3 St. Kitts und Nevis. In der darauffolgenden Gruppenphase, gelang aber kein einziger Punkt und so schied man schon wieder aus. Beim nächsten Vorturnier für die Qualifikation zu den Spielen im Jahr 2004, gelang dann wieder ein Erstrundensieg über Kuba mit 2:1, sowie einer in der zweiten Runde gegen Guatemala mit 3:2. Damit gelang dann wieder einmal die Teilnahme an dem Qualifikationsturnier. In der eigenen Gruppe gelang dann jedoch kein einziger Punkt und man schied als letzter aus.
Das Vorturnier zu der Qualifikation für die Spiele im Jahr 2008 fand diesmal komplett von Anfang an mit einer Gruppenphase an, hier gelangen der Mannschaft dann in allen drei Partien ein Sieg und damit der Einzug in die zweite Runde, hier wurden wieder Gruppen, diesmal jedoch nur aus drei Mannschaften gebildet. Jedoch gelang der Mannschaft wie schon so oft zuvor kein einziger Punkt, was so nun dazu führte wieder nicht für die Endrunde qualifiziert zu sein.
Deutlich schneller Schluss für die Mannschaft war dann in der Vor-Qualifikation für die Spiele 2012, wo Jamaika ebenso wie Suriname mit der gleichen Punktzahl ins Spiel gingen, hier aber Suriname den Vorteil durch ein besseres Torverhältnis hatten. Bis zur 90. Minute führte Jamika in dieser letzter Partie dann auch noch, bis es durch einen erzielten Elfmeter von Friso Mando in der 90. Minute zum Ausgleich kam. Folgend darauf gab es einen Aufstand der Jamaikaner, in welchem auch der Schiedsrichter des Spiel, Trevor Taylor, angegriffen wurde. Nach Eingriff von Polizeieinheiten, kam es zudem noch zu Angriffen durch Fans. Bedingt durch diese Vorkommnisse wurde das Spiel am Ende mit diesem Stand abgebrochen und auch so gewertet. Damit ging es für die jamaikanische Mannschaft also nicht eine Runde weiter.
Trotz der Ereignisse im letzten Spiel der Mannschaft beim vorherigen Vorturnier, durfte die Mannschaft an dem für die Qualifikation zu den nächsten Spielen im Jahr 2016 wieder teilnehmen. Hier ging es in der ersten Runde schnell nach zwei Siegen schon weiter, weil sich mit Curaçao eine Mannschaft aus der Gruppe schon vorzeitig zurückgezogen hatte. Dadurch nahm die Mannschaft dann an den Playoffs teil, wo sie im Halbfinale jedoch mit 1:2 an Kuba scheiterten. Zwar gelang im Spiel um den Dritten Platz noch ein 3:2-Sieg über St. Vicent und die Grenadinen, dieser änderte aber nichts mehr daran, dass es auch diesmal nicht für die Endrunde reichte.
Noch schlechter lief es dann bei dem Vor-Qualifikation-Turnier für die anvisierten Spiele im Jahr 2020. Hier gelang in beiden Spielen der Gruppe nur ein Unentschieden, was am Ende nicht für ein Weiterkommen ausreichte. Dies war auch die letzte Austragung dieses Turniers. Ab der Austragung im Jahr 2024 werden die Teilnehmer für die Olympischen Spiele über die Platzierungen bei der CONCACAF U-20-Meisterschaft entschieden.

## Ergebnisse bei Turnieren
| Jahr | Platzierung        |
| ---- | ------------------ |
| 1992 | nicht qualifiziert |
| 1996 | 4. Platz           |
| 2000 | nicht qualifiziert |
| 2004 | Gruppenphase       |
| 2008 | nicht qualifiziert |
| 2012 | nicht qualifiziert |
| 2016 | nicht qualifiziert |
| 2020 | nicht qualifiziert |